# Natieve conformatie
De natieve conformatie of de natieve staat van een eiwit of nucleïnezuur is de op de juiste wijze gevouwen en/of geassembleerde vorm en dat tevens werkzaam en functioneel is.
De natieve conformatie van een biomolecuul kan door vouwing in alle vier biomoleculaire structuurlagen voorkomen van primair tot quartair. Het eiwit vouwt zich in een of meer specifieke, driedimensionale structuren onder invloed van een aantal niet-covalente bindingen, zoals waterstofbruggen, ionaire bindingen, vanderwaalskrachten en hydrofobe pakking. Bij de denaturatie van een eiwit worden deze bindingen verbroken.